# Алёшкино (Татарстан)
Алёшкино — село в Лениногорском районе  Республики Татарстан Российской Федерации. Входит в состав Новочершилинского сельского поселения.

## География
Село расположено на реке Кислинка, в 15 километрах к северо-западу от города Лениногорск.   

## История
Село известно с 1785 года. В дореволюционных источниках известно также под названием Верхние Лещи. 
До 1860-х годов жители относились к категории государственных крестьян. Занимались земледелием, разведением скота. По сведениям 1890 года, в Алёшкино имелась церковь. В этот период земельный надел сельской общины составлял 1786 десятин. 
С 1930 года Алёшкино в составе колхоза "Трактор", с 1960 года — колхоза "Путь к коммунизму", с 1967 года — совхоза "Новочершилинский". До 1920 года село входило в Каратаевскую волость Бугульминского уезда Самарской губернии. С 1920 года в составе Бугульминского кантона ТАССР. С 10 августа 1930 года в Бугульминском, с 10 февраля 1935 года в Ново-Письмянском, с 18 августа 1955 года в Лениногорском районах.

## Население
| 1859 | 1885 | 1920 | 1926 | 1938 | 1949 | 1958 | 1970 | 1979 | 1989 | 2000 |
| ---- | ---- | ---- | ---- | ---- | ---- | ---- | ---- | ---- | ---- | ---- |
| 313  | 504  | 775  | 763  | 442  | 400  | 342  | 329  | 181  | 87   | 78   |

## Экономика
Полеводство, молочное скотоводство

## Социальная инфраструктура
Клуб